# Tweak UI
Tweak UI – darmowy program komputerowy dla systemu Windows, wyprodukowany przez Microsoft, który ułatwia zmianę opcji systemu Windows dostępnych normalnie tylko przez edycję rejestrów lub rozproszonych w różnych apletach panelu sterowania.
Dostępne są wersje dla Windows 95, 98, 2003 oraz XP. Istnieje także wersja współpracująca z procesorami Itanium.
Tweak UI jest częścią grupy dodatków dla zaawansowanych użytkowników Windows o nazwie Microsoft PowerToys.